# Automotrice SNFT ALn 668-140
L'automotrice ALn 668 serie 140 è un gruppo di automotrici Diesel in servizio sulla ferrovia Brescia-Iseo-Edolo, composte originariamente da otto unità.
Furono ordinate nel 1992 alla Fiat Ferroviaria dalla Società Nazionale Ferrovie e Tramvie (SNFT), per conto del Consorzio Brescia Nord, ed entrarono in servizio nel 1994, dopo che la gestione della linea ferroviaria passò sotto le Ferrovie Nord Milano Esercizio (FNME). Dal 2011, appartengono al parco rotabili di Trenord.

## Storia

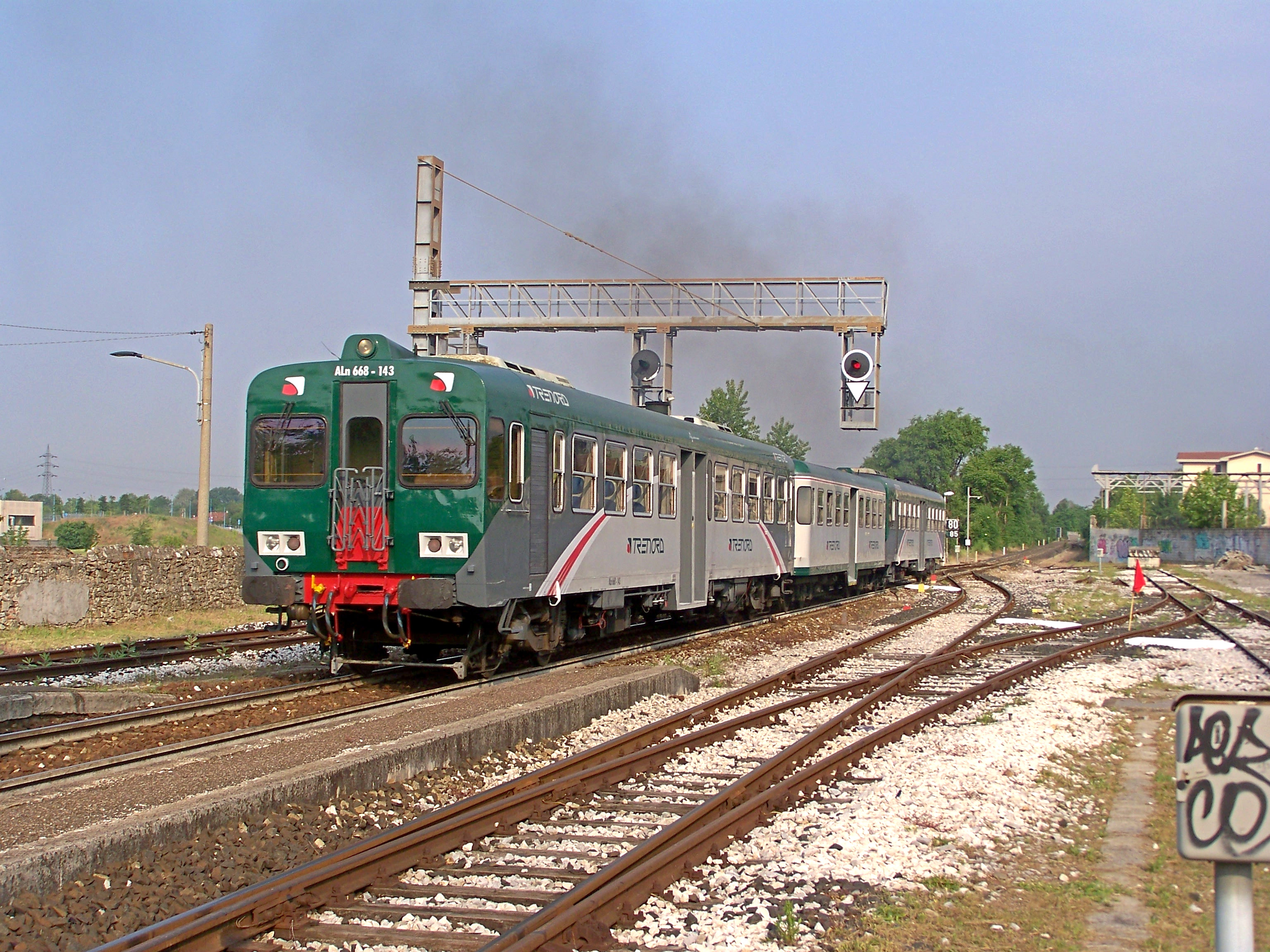
Automotrici serie 140 in livrea Trenord secondo schema

Dopo l'arrivo dell'automotrice 133 della serie 130 nel 1991, la SNFT volle proseguire con l'operazione di svecchiamento del parco rotabili accantonando le ultime due ALn 668 costruite dalla Breda che risultavano in esercizio: le unità 112 e 114, permanentemente accoppiate dal 1988. Impiegando i fondi offerti dalla Legge 22 dicembre 1986, n. 910, la SNFT ordinò l'acquisto di altre sei unità derivate dalle automotrici ALn 663 delle Ferrovie dello Stato (FS).
Giunsero al deposito di Iseo nel dicembre 1993. Dopo le corse di prova, furono classificate nella serie 140÷146 e furono presentate alla stampa nel marzo dell'anno seguente. Nel frattempo, nel gennaio 1993, la ferrovia Brescia-Iseo-Edolo era passata in gestione alla FNME, per cui le nuove automotrici entrarono direttamente in servizio nel parco rotabili di quest'ultima, il 15 aprile 1994.
Rispetto alla precedente serie 130, le nuove unità differivano nel rapporto di trasmissione che consentiva loro di raggiungere una velocità massima superiore, 120 km/h, rispetto ai 95 km/h delle consorelle, pertanto si decise di assegnare loro una diversa numerazione. Le automotrici della serie 140 erano comunque dotate dell'intercomunicante a cancelletto, come quelle della serie 130, e non a soffietto, come le analoghe delle FS. La velocità massima superiore fu richiesta dalla FNME per consentire il loro impiego anche su linee delle FS presenti in Lombardia in modo da poter espletare relazioni verso Milano e verso Cremona o treni speciali, come quelli della Neve.
Nel gennaio 1995 arrivarono altre due automotrici, immatricolate come 147 e come 148, che entrarono in servizio il 13 aprile 1995. La prima di queste due unità fu coinvolta nell'incidente di Bornato, dove si scontrò frontalmente con l'unità 123. La FNME decise in seguito di demolirla.
A partire dal 2000 fu applicata la nuova livrea sociale – bianca, con finestratura verde chiaro, bordata di blu – alle altre sette automotrici.
Come le consorelle della serie 130, a partire dal 2008 le automotrici della serie 140 furono sottoposte a un'operazione di revamping interna ed esterna, che comportò la sostituzione dei sedili originali con quelli in stile Treno Alta Frequentazione, il rivestimento delle pareti interne secondo la corporate identity di LeNord, il montaggio dei climatizzatori e l'applicazione di una nuova livrea bianco-azzurra, adottata su richiesta della provincia di Brescia che aveva finanziato in parte l'operazione. 
Il 5 novembre 2009, l'unita 142 fu coinvolta in uno scontro frontale con la D343.1034 nei pressi di Vello di Marone. Rientrò in servizio nel 2012.
L'anno precedente, le automotrici erano entrate nel parco rotabili di Trenord; negli anni successivi, lo schema di coloritura fu progressivamente sostituito con quello aziendale, caratterizzato principalmente dal colore bianco, con imperiale e tetto in verde scuro.
Il 27 giugno 2012, l'unità 145 fu coinvolta in un incidente al passaggio a livello di Corte Franca tra le stazioni di Bornato-Calino e Borgonato-Adro. Rientrò in servizio quattro anni dopo.
Nel 2014, fu implementato un nuovo comando a pulsante per l'apertura delle porte con chiusura temporizzata. Nel 2016, in occasione del trasporto di passeggeri verso il Lago d'Iseo per l'installazione The Floating Piers, fu introdotta una nuova livrea aziendale che estendeva il verde scuro anche sulle parti frontali e introduceva il grigio scuro.
Nel 2019, tutti i mezzi furono equipaggiati di SSC.
Il 1º dicembre 2021, l'unità 144 fu coinvolta nel deragliamento nei pressi di Cedegolo, mentre viaggiava accoppiata alla automotrice 133 in direzione di Brescia. Di conseguenza, fu accantonata.

## Tecnica
Derivate dalle ALn 663 delle FS, le automotrici della serie 140 sono lievemente più performanti: dispongono di 68 posti a sedere (invece di 63) e di motori da 175 kW di potenza (invece di 170). Rispetto ai mezzi FS l'intercomunicante delle cabine è "a cancelletto" e non "a soffietto".
La velocità massima omologata è di 120 km/h.